# Mantaro (rivier)
De Mantaro (Spaans: Rio Mantaro) is een lange rivier die stroomt door de centrale regio van Peru. Haar Quecha-naam was Hatunmayo, in de betekenis van "Grote rivier".

## Geografie
De rivier ontspringt in het Junínmeer op 4.080 m en zij stroomt door de regio Junín, de provincies Junín, Yauli, Jauja, Concepcíon en Huancayo, de regio Huancavelica en Ayacucho, om dan terug te keren naar de regio Junín door de provincie Satipo waar zij zich verenigt met de Apurimac om de rivier Ene te vormen. Haar hydrografisch bekken omvat ook het departement Pasco. Zij behoort tot het hydrografisch bekken van de Amazone. Haar voornaamste zijrivieren zijn de Cunas en de Ichu.
Haar loop gaat van het noordoosten naar het zuidoosten door de Mantarovallei, de belangrijkste vallei in het centrum van Peru en de breedste van alle centrale Andesvalleien. Deze vallei is de belangrijkste leverancier van voedsel voor Lima.
In de provincie Tayacaja in de regio Huancavelica bevindt zich de hydro-elektrische centrale van de Mantarodam. De Hidroeléctrica del Mantaro is de belangrijkste generator van elektrische energie in Peru, die 50% levert van alle in Peru opgewekte elektrische energie.